# Ричард д’Эврё

Графство Эврё в составе Нормандии. XII век
Территория графства Эврё
Остальная часть герцогства Нормандия

Ричард д’Эврё (фр. Richard d’Évreux; ранее 1011 — 13 декабря 1067) — граф Эврё с 1037 года из династии Роллонидов. Сын архиепископа Руана и графа Эврё Роберта Датчанина и Герлевы — возможно, дочери Турстина Богатого — норманна, родоначальника родов Аркур и Бомон.

## Биография

### Правление
Ричард впервые упоминается в 1026 году, когда отец пожаловал ему владение Дувран, ранее находившееся в собственности Руанской епархии. В 1037 году он унаследовал графство Эврё.
За два года до этого умер герцог Нормандии Роберт Дьявол. Некоторые бароны отказались присягнуть на верность его сыну Вильгельму. Брат Ричарда, Рауль де Гасе, в 1040 году организовал убийство Жильбера де Бриона, опекуна юного герцога, и занял его место. Братья воспользовались своим положением для личного обогащения, уничтожения своих врагов из рода Тони и присвоения их владений. Ричард женился (после 1040) на Годехильде, вдове Рожера де Тони.
Ричард участвовал в собрании нормандских баронов, на котором было принято решение о вторжении в Англию. Сам он был слишком стар, чтобы воевать, но оказал финансовую помощь и снарядил 80 кораблей. В битве при Гастингсе (1066) участвовал его сын Вильгельм д’Эврё. Ричард скончался 13 декабря 1067 года и погребён в Фонтенельском аббатстве.
Граф Ричард также известен как основатель монастыря Сен-Совёр.

### Потомство
- Вильгельм (умер в 1118), граф Эврё
- Агнесса; муж: сеньор де Монфор-л’Амори Симон I (умер в 1087)
- Годехильда, монахиня монастыря Сен-Совёр в Эврё.